# Swizzels Matlow
Swizzels Matlow är en engelsk godistillverkare med produktion i Manchester. Bland företagets produkter återfinns bland annat Refreshers och Banana skids.
Företaget grundades 1928 och säljer godis till över 60 länder (läst 2008). I Sverige är det företaget Kalasgodis som är generalagenter åt Swizzels Matlow.